# Rhodopygia hinei
Rhodopygia hinei – gatunek ważki z rodziny ważkowatych (Libellulidae). Występuje na terenie Ameryki Środkowej.